# Атентат срещу българската база „Индия“
Атентатът срещу българската база „Индия“ е осъществен на 27 декември 2003 г. в Кербала, Ирак. База „Индия“ е атакувана с камион бомба установената в града първа база на български войски в Ирак – база „Индия“ (буква „I“ в системата за буквуване на НАТО).

## Развитие на атаката
Атаката започва в 11:45 ч. местно време (10:45 ч. българско време), когато камион цистерна навлиза в периметъра на базата. От охранителните вишки започва стрелба по камиона.
В базата се намира екип на специалните части от BUSOF, който току-що се е завърнал от ВИП ескорт в пълно бойно снаряжение. Част от екипа влиза в сградата и поема охраната на командира на базата, снайперистите на екипа Т. С. и Т. К. се качват на покрива и застрелват останалите живи в кабината на камиона (преди това единият е ранен от картечарите на вишките). Командирът на базата е скрит под стълбите на сградата от А. Д. и спасен от последвалата експлозия.
Сградата е подложена на масиран обстрел с автоматично оръжие и стрелба с РПГ и минохвъргачки. Малко по-късно е намерено импровизирано взривно устройство по маршрут на ВИП ескорта. Снайперистите докладват за наличие на огромен брой артилерийски снаряди във вътрешността на цистерната, които се виждат през липсващия ѝ капак. Последвалият взрив най-вероятно е активиран дистанционно.
Минути след атаката срещу българската база атентатори самоубийци нападат също логистичната база в града, както и местно полицейско управление с коли бомби. При атаките загиват 5 български войници, 2 тайландски войници, 7 иракски полицаи и 5 цивилни, а между ранените са 9 военнослужещи от Ирак, както и над 160 полицаи и цивилни.
На 30 декември 2003 г. в България е обявен национален траур в памет на загиналите български войници.
Вследствие на атаката загиват 5 български военнослужещи, а 27 са ранени, като базата е сериозно повредена. След инцидента българският контингент изоставя тази база и се премества в база „Кило“ (буква „K“). По-късно контингентът е преместен от Кербала в Дивания, откъдето се завръща в България през декември 2005 г.

## Загинали българи
- капитан, посмъртно произведен в майор Георги Христов Качорин, командир на рота
- лейтенант, посмъртно произведен в старши лейтенант Николай Ангелов Саръев, командир на взвод
- старши сержант, посмъртно произведен в офицерски кандидат Иван Христов Инджов, командир на отделение
- младши сержант, посмъртно произведен в офицерски кандидат Антон Валентинов Петров, командир на отделение
- редник, посмъртно произведен в офицерски кандидат Свилен Симеонов Киров, мерач